# NGC 219
NGC 219 (również PGC 2522) – galaktyka eliptyczna (E), znajdująca się w gwiazdozbiorze Wieloryba. Odkrył ją George Phillips Bond 16 września 1863 roku.